# 熟溪街道
熟溪街道是浙江省金华市武义县下辖的一个街道，位于该县县城东南。西邻大田乡，北邻壶山街道、白洋街道，东邻泉溪镇，南邻新宅镇。辖区面积96.2平方公里，人口4.55万人。
熟西街道辖3个社区，34个行政村。境内有中国历史文化名村、中国传统村落郭洞村等名胜。

## 行政区划
下辖以下地区：
江山社区、熟溪社区、溪南社区、栖霞社区、端村、下岭头村、余西村、向阳村、南缸窑村、大坤头村、陈宅村、南湖村、林村、塔石垅村、冷水坑村、溪里村、下苏埠村、下徐村、周宅村、胡处村、蜈蚣形村、沈店村、抱弄口村、塘塍头村、古岭后村、包后村、郭下村、郭上村、佐溪村、金村、水碓后村、吴杨村、管宅村、塘里村、破竹园村、施坞村、甘塔村和和尚田村。